# Sekundærrute 179
Die Sekundærrute 179, auch einfach nur Rute 179 genannt, ist eine Nebenstraße in Dänemark. Sie führt von Kliplev bis nach Damhus bei Ribe. In Kliplev besteht eine Anbindung an die E 45 die weiter nach Flensburg und Hamburg führt sowie an die Primærrute 8 die nach Sønderborg führt. Bei Damhus führen die Primærruten 11 und 24 nach Ribe sowie weiter nach Esbjerg und Varde.